# 포레스트 그로브 학교 지구 대 티에이 소송
‘포레스트 그로브 학교 지구 대 티에이[사람 이름 약자]’, 미국 557번 230쪽(2009년)은 미연방 대법원이 다음과 같이 판결했던 사건인데 그것은 ‘장애인교육법(아이디이에이)’이 사립 특수 교육 서비스에 대한 급여지급을 보장한다는 것인데 “무상 맞춤형 공교육”(에프에이피이)을 공립학교가 제공하는데 실패할 때 그리고 사립학교 배정이 욕구를 충족할 때, 그 아동이 공립학교를 통해 이전에 특수교육서비스를 받았는지와 상관 없이 말이다.